# Kriegerdenkmal Michlitz

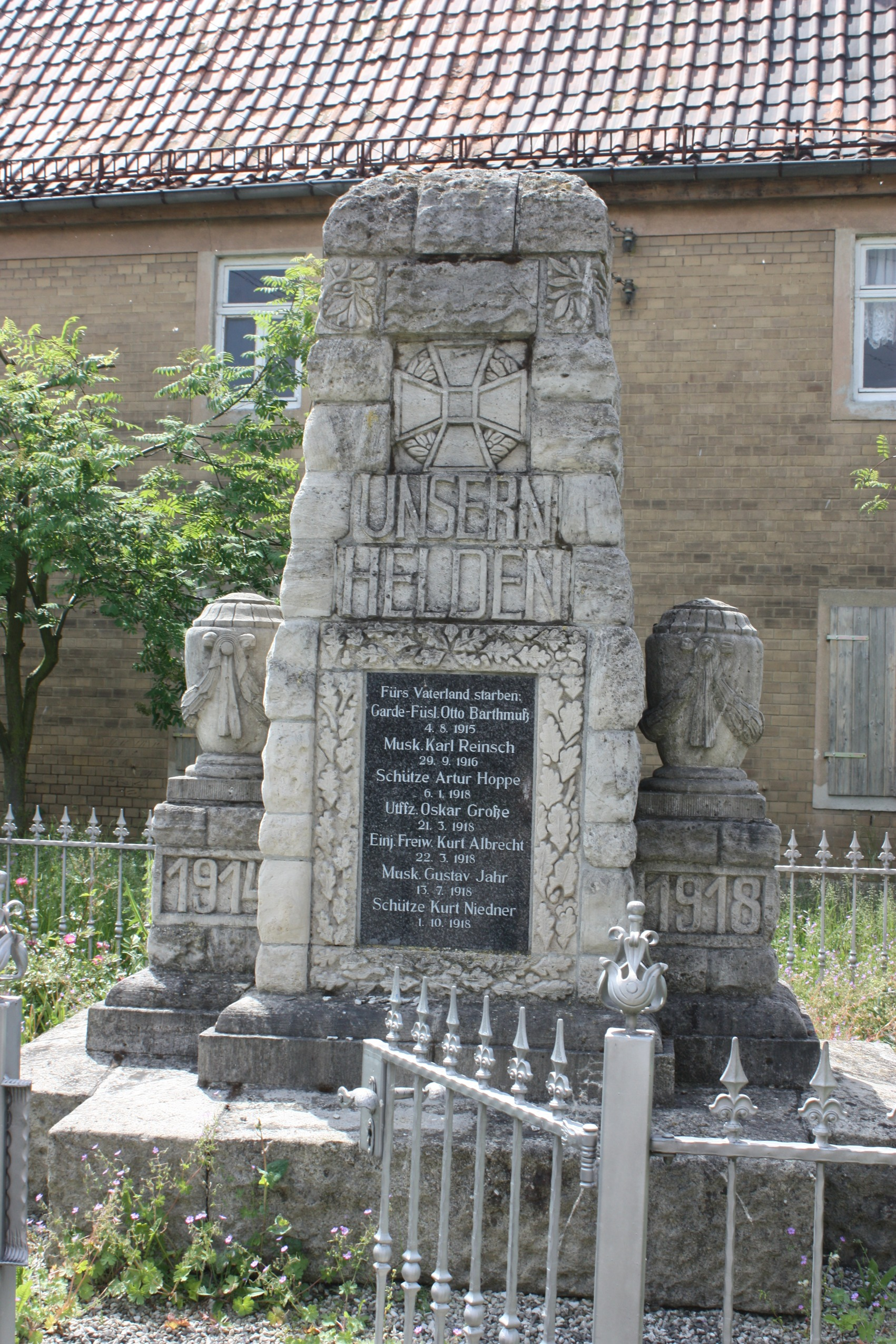
Kriegerdenkmal von Michlitz

Das Kriegerdenkmal Michlitz ist ein denkmalgeschütztes Kriegerdenkmal in der Ortschaft Michlitz im Ortsteil Röcken der Stadt Lützen in Sachsen-Anhalt. Im örtlichen Denkmalverzeichnis ist der Gedenkstein unter der Erfassungsnummer 094 14203 als Baudenkmal verzeichnet.
Bei dem Kriegerdenkmal von Michlitz handelt es sich um ein Stele aus Kalkstein. An den Seiten der Stele stehen zwei Urnenskulpturen. Sie tragen die Jahreszahlen 1914 und 1918. Auf der Vorderseite der Stele befindet sich ein Eisernes Kreuz als Relief und die Inschrift UNSEREN HELDEN. Darunter ist in der Stele eine Gedenktafel mit den Namen der Gefallenen des Ersten Weltkriegs und der Inschrift Fürs Vaterland starben: eingelassen. 
Die Stele ist von einem eisernen Zaun umgeben.

## Quelle
- Kriegerdenkmal Michlitz, abgerufen am 12. September 2017.